# Anthony Roberson
Anthony Lamorse Roberson (Saginaw, 14 febbraio 1983) è un ex cestista statunitense, professionista nella NBA.

## Palmarès
- McDonald's All-American Game (2002)